# Апония
Апония (греч. ἀπονία) — центральное понятие в философии эпикуреизма, означающее отсутствие физической боли. Одна из двух частей умеренной гедонистической модели Эпикура: наличие апонии и атараксии (спокойствия духа, отсутствия беспокойства души и разума) приводило к подлинному наслаждению.
Апония считалась эпикурейцами вершиной телесного наслаждения. Таким образом, они рассматривали удовольствие как отсутствие боли или каких-либо недугов, таких как голод или сексуальное напряжение. Речь шла о достижении идеального баланса между телом и разумом, который обеспечивал бы безмятежность или атараксию.
Для уверенности в достижении «апонии» и «атараксии» Эпикур считает важным различать:
1. естественные и необходимые удовольствия,
2. естественные, но не необходимые,
3. удовольствия не естественные и не необходимые.

Затем он уточняет, что объективно достижимыми и несущими удовлетворение являются удовольствия первого типа, вторые необходимо ограничивать и всячески избегать третьих.